# Owadożery (ssaki)
Owadożery (Eulipotyphla) – rząd ssaków z podgromady ssaków żyworodnych (Theria).

## Zasięg występowania
Rząd obejmuje gatunki występujące w Ameryce, Eurazji i Afryce.

## Podział systematyczny
Podział na Soricomorpha i Erinaceomorpha jest parafiletyczny, więc żeby zachować monofiletyzm grupy zaproponowano nową nazwę Eulipotyphla. Do rzędu należą następujące występujące podrzędy:
- Erinaceota Van Valen, 1967
- Solenodonota Brace, J.A. Thomas, Dalén, Burger, MacPhee, Barnes & Turvey, 2016

Opisano również rodziny wymarłe nie sklasyfikowane w żadnym z powyższych podrzędów:
- Geolabididae McKenna, 1960
- Micropternodontidae Stirton & Rensberger, 1964
- Vastaniidae Bajpai, Kapur, Das, Tiwari, Saravanan & Sharma, 2005

Rodzaje wymarłe o niepewnej pozycji systematycznej i nie sklasyfikowane w żadnym z powyższych podrzędów:
- Quadratodon De Bast & T. Smith, 2016[28] – jedynym przedstawicielem był Quadratodon sigei De Bast & T. Smith, 2016